# Wālī
Der Wālī (arabisch الوالي, DMG al-wālī; indeterminiert والٍ / wālin) ist in der islamischen Welt der Titel für einen Stellvertreter, z. B. einen Vizekönig oder einen Provinzgouverneur. Der Titel Wālī ist nicht zu verwechseln mit dem Walī („Freund, Beistand“), einem islamischen Heiligen.
Walis nannten sich etwa im 9. und 10. Jahrhundert heutiger Zeitrechnung die Gouverneure der Provinzen im Emirat bzw. Kalifat von Córdoba, bevor dieses in unabhängige Fürstentümer (Taifa-Königreiche) zerfiel.
Im Osmanischen Reich war Wali (Vali) der Titel eines Statthalters oder Gouverneurs, der an der Spitze eines Wilaya (Vilâyet) stand. Im formell osmanischen Ägypten z. B. führten Muhammad Ali Pascha und seine Nachfolger diesen Titel von 1805 bis 1866, ehe sie den Titel Khedive verliehen bekamen. Im gleichen Sinne wurde der Titel auch im Sultanat von Oman benutzt.
In Algerien ist Wali der Titel für den Gouverneur eines der 48 Verwaltungsbezirke (Wilayat), in Tunesien für eine der 24 Wilayat, in Marokko für eine der 16 Regionen (Wilayat).
In der Türkei ist ein Vali der Gouverneur eines İl (türkisch für Provinz), zugleich oberster Beamter des zentralen Landkreises.
Im Swahili der ostafrikanischen Küste prägte sich die Form Liwali als Bezeichnung für die omanischen und später sansibarischen Statthalter aus.